# ساكرامنتو (كاليفورنيا)

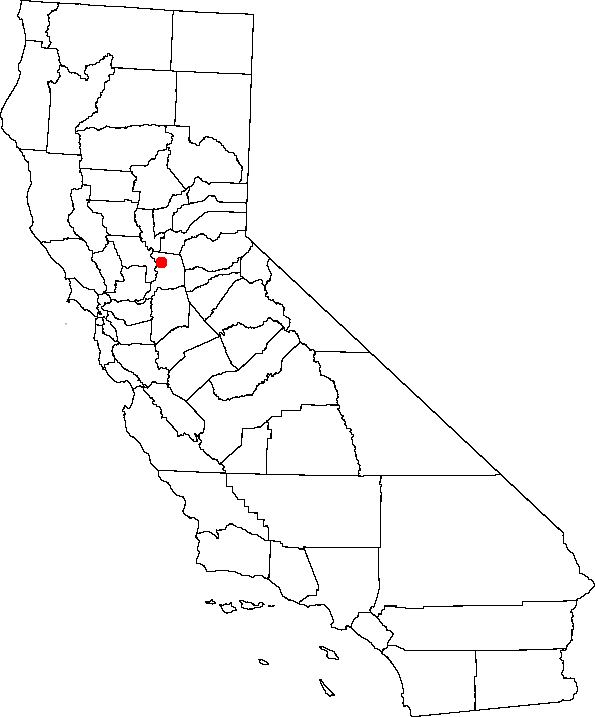
ساكرامنتو في كاليفورنيا

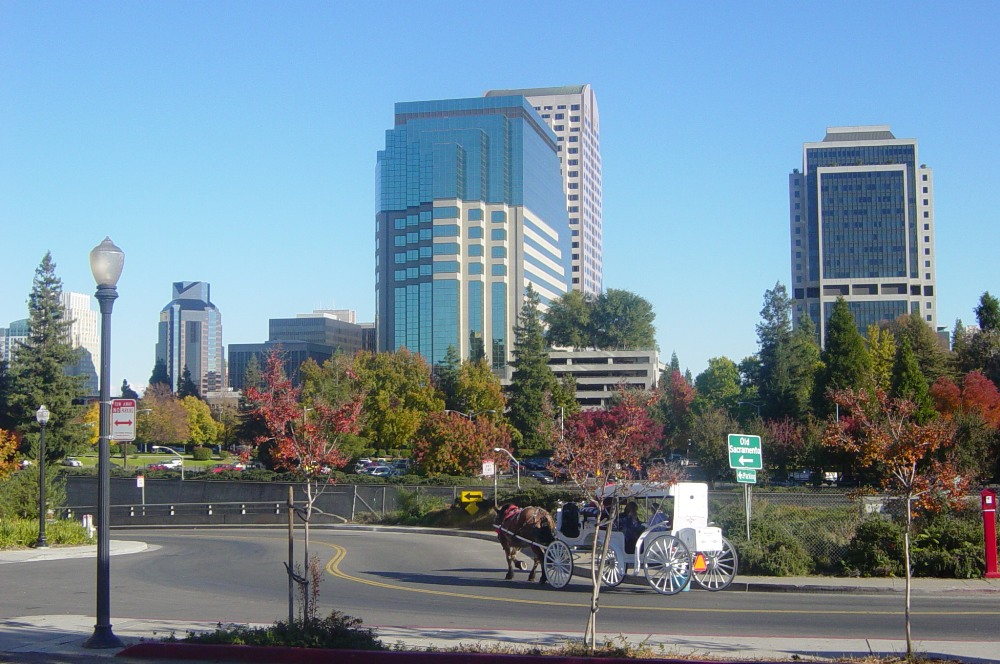
ساكرمنتو

ساكرامنتو (Sacramento) هي عاصمة ولاية كاليفورنيا الأمريكية، وحاضرة مقاطعة ساكرامنتو. تقع في منطقة الوادي المتوسط، وهي سابع أكبر مدن كاليفورنيا من حيث عدد السكان. في عام 2006 بلغ عدد سكانها 457514 نسمة. تعد المدينة المركز الثقافي والاقتصادي لخمس مقاطعات هي مقاطعة إل دورادو ومقاطعة بليسر ومقاطعة ساكرامنتو ومقاطعة ساتر ومقاطعة يولو.
تأسست المدينة في ديسمبر 1848 بواسطة جون ساتر الذي بنى فيها قلعة ساتر عام 1839. يوجد في المدينة أحد فروع جامعة ولاية كاليفورنيا الثلاثة والعشرين. مساحة المدينة 257 كم2، وتقع على بعد 85 ميلاً شمال شرق سان فرانسيسكو، و 135 ميلاً جنوب غرب رينو بولاية نيفادا، و 385 ميلاً شمال لوس أنجلس. كلمة «ساكرامنتو» تعني بالإسبانية وبالبرتغالية «القربان المقدس». كان للمدينة أهمية قصوى أثناء فترة التهافت على الذهب في كاليفورنيا بعد اكتشاف الذهب فيها، حيث قدم إليها الكثيرون للتنقيب عن الذهب. في تلك الفترة كانت المدينة تقع في نهاية سكك الحديد.
تقع المدينة بالقرب من التقاء النهر الأمريكي بنهر ساكرامنتو. كان لهذا الأمر أهمية كبيرة أثناء تأسيس المدينة حيث توقفت السفن عند التقاء النهرين لتفريغ أو تصدير الشحن من وإلى المحيط الهادي. تعد سكرامنتو مقرا لنادي ريبوبليك لكرة القدم
كما تحتوي المدينة على مقر نادي سكرامنتو كينجز الشهير لكرة السلة
تعد المدينة المركز الثقافي والاقتصادي لسبع مقاطعات، ست منها داخل ولاية كاليفورنيا وهي ساكرامنتو ويولو والدورادو وبليسر وساتر ويوبا ونيفادا والمقاطعة السابعة هي دوغلاس من ولاية نيفادا، قدر عدد سكان المقاطعات السبع عام 2010 ب 2,414,783 مما جعلها رابع أكبر تجمع سكاني في ولاية كاليفورنيا بعد مقاطعة لوس انجلوس الكبرى ومقاطعة خليج سان فرانسيسكو ومقاطعة سان دييغو الكبرى.

## الأصول الثقافية
عاشت قبائل الناسينن (المايدو الجنوبيين) وقبائل بلينز ميواكس الأمريكية الأصلية في هذه المناطق لآلاف السنين، وخلافاً للمهاجرين الذين جعلوا من ساكرامنتو موطناً لهم، فقد تركت القبائل الأمريكية الأصلية بعض الدلائل على وجودهم، وكانوا يأكلون السنديان والفواكه والمحاصيل والجذور التي تنبت طوال السنة.

## الاستكشاف الاسباني
اكتشفت المدينة عام 1808 من قبل المستكشف الأسباني جبرائيل موراجا، وقد اعطى التسمية لوادي ساكرامنتو ولنهر ساكرامنتو، وقد وصف كاتب أسباني يرافق حملة جبرائيل موراجا روعة الطبيعة وانواع النباتات. كلمة "ساكرامنتو" تعني بالإسبانية وبالبرتغالية "القربان المقدس”

### الحقبة المكسيكية: قلعة ساتر وهيلفيتيا الجديدة
وصل جون ساتر الأول في 13 آب 1839 إلى منطقة تقاطع نهري ساكرامنتو والأمريكي مع منحة أرض مكسيكية بمساحة 50,000 هيكتار، في السنة التالية قام ومن معة بإنشاء قلعة ساتر، وهي بناء عظيم يحيطها أسوار بارتفاع 18 قدم وعرض 3 أقدام.
تحت الوصاية المكسيكيه أطلق ساتر اسم هيليفيتيا الجديدة على المستعمرة، وهو اسم مستلهم من التاريخ السويسري، وأصبح ساتر الحاكم السياسي ويمثل سلطة القانون للمستعمرة. ازدهرت المستعمرة بوقت قياسي وخلال بضع سنين أصبح ساتر من أشهر الناجحين ويملك 10 هكتارات من بساتين الفاكهة و 13000 رأس ماشية، وأصبحت قلعة ساتر محطة وقوف للكثير من المهاجرين الذين ازداد عدد وصولهم إلى الوادي، في عام 1827 استقدم ساتر جيمس مارشال لبناء ورشة لتقطيع الخشب للاستمرار بتوسعة إمبراطوريته.

### من الطموح إلى حمى الذهب
استلم ساتر 2,000 شتلة فاكهة عام 1847 حيث بدأت الصناعات الزراعية بالازدهار في الوادي. وفي عام 1848 وعندما اكتشف جيمس مارشال الذهب في منجم ساتر في منطقة كولوما، 50 ميل (80,5 كلم) شمال غرب قلعة ساتر، قدمت اعداد كبيرة من الباحثين عن الذهب إلى المنطقة وزاد عدد السكان، قام جون ساتر الثاني بتخطيط مدينة ساكرامنتو، 2 ميل جنوب هيليفيتيا الجديدة، وبالتعاون مع سام برانان وبالضد من رغبة والده، تمت تسمية المدينة نهر ساكرامنتو لاسباب تجارية. وقام بتعيين المهندس ويليام وارنر لرسم التخطيط الحضري للمدينه والذي يتكون من شوارع متقاطعه ب 26 حرف ابجدي و 31 رقم (والتي تمثل اليوم من شارع سي C إلى شارع برادوي ومن شارع فرونت إلى الهامبرا بوليفارد)

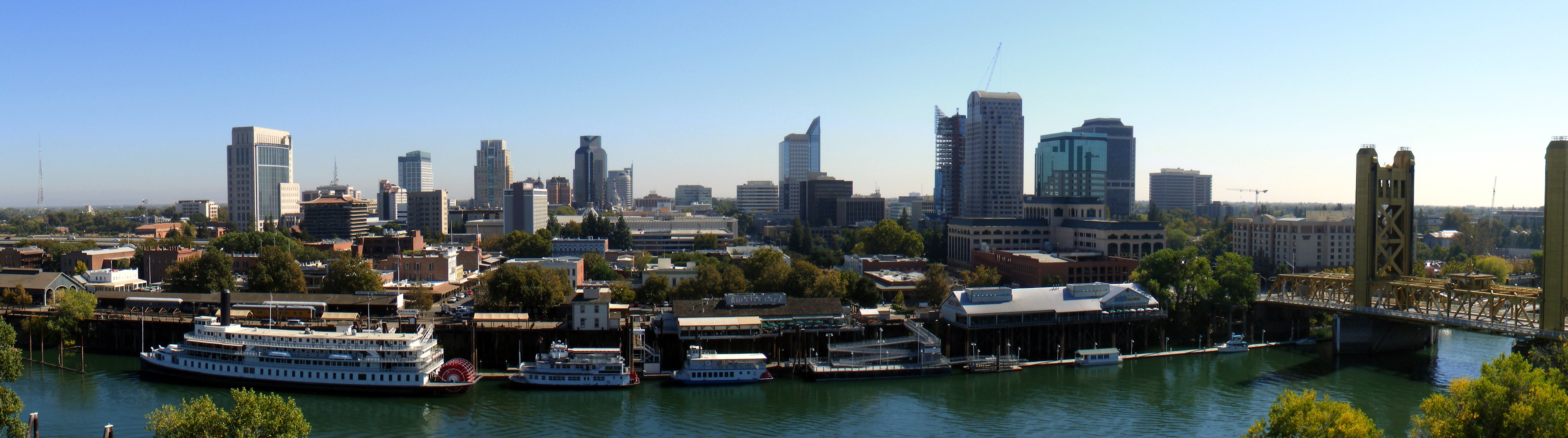

## وصلات خارجية
- الموقع الرسمي